# 킹왕짱
킹왕짱(King王~)은 인터넷의 속어로서 영어의 베스트(Best)와 마찬가지의 뜻을 포함하고 있다. 즉 더 좋을 수 없을 때까지 좋다라는 의미와 최고, 극한의 뜻을 지니고 있다. 사용 빈도가 늘어남에 따라 점점 일반명사로 자리잡았다.

## 어원
영어에서 임금을 뜻하는 '킹(King)' 과 한자로 임금을 뜻하는 '왕(王)'이 합성된 단어에 그것도 모자라 학교에서 가장 싸움을 잘한다는 학생을 뜻하는 단어인 '짱'까지 합성하여 결과적으로 직역하면 '임금 중에 임금, 그리고 또 그 중에서도 임금'이라는 뜻이 되었다. 의역하자면 세상에서 가장 좋다는 뜻으로 자리잡게 되었다.
본래 디시인사이드 월드오브워크래프트 갤러리(이하 와갤)에서 가장 병신같은 아이디를 찾다가 선정된 아이디이다. 당시 와갤에선 이 아이디가 매우 조롱거리가 되었지만 최상을 뜻하는 세 단어가 모두 들어있어 어느새 가장 좋은 것을 뜻하는 신종 유행어로 자리잡게 되어 널리 퍼졌다.

## 의미
킹왕짱은 특별하게 고정된 정의는 없지만, 전반적으로 '최고'라는 공통된 속성을 포함하고 있다. '해당 분야에서 가장 뛰어난 자', '가장 좋은 자', '가장 높은 사람 또는 물건' 등의 긍정적 의미도 있지만 '가장 심한 자 또는 상태' 등의 부정적 의미도 포함되어 있다.